# Hermann von Tresckow (General, 1849)
Leopold Hans Heinrich Eugen Hermann von Tresckow (* 11. Mai 1849 in Pobanz; † 4. März 1933 in Wartenberg) war ein preußischer General der Kavallerie. Während des Ersten Weltkriegs war er Kommandant von Potsdam.

## Leben

### Herkunft
Hermann von Tresckow stammt aus einer alten preußischen Offiziersfamilie. Er war der Sohn des preußischen Premierleutnants a. D. und Herr auf Pobanz, Hermann von Tresckow (1816–1889), und dessen Ehefrau Wilhelmine, geborene von der Marwitz (1823–1900). Sie war die Tochter eines preußischen Rittmeisters. Hermann von Tresckows Bruder war der preußische Generalmajor Heinrich von Tresckow (1853–1925).

### Militärkarriere
Er trat am 1. Juli 1866 in das 1. Brandenburgische Ulanen-Regiment (Kaiser von Rußland) Nr. 3 der Preußischen Armee in Fürstenwalde ein und wurde dort am 8. Februar 1868 zum Sekondeleutnant befördert. Während des Krieges gegen Frankreich war Tresckow ab September 1870 zur Kavallerie-Stabswache des Großen Hauptquartiers von König Wilhelm I. kommandiert und erlitt in der Nähe von Laon eine Verwundung. Für seine Leistungen erhielt er das Eiserne Kreuz II. Klasse. 1871 war er unbemerkt von den anderen Gästen als Zugführer eines Begleitkommandos bei der Kaiserkrönung im Spiegelsaal von Versailles zugegen.
Nach dem Frieden von Frankfurt kehrte Tresckow zu seinem Verband zurück. Vom 1. August 1876 bis zum 1. April 1878 war er zur Gestütsverwaltung des Regiments kommandiert und wurde zwischenzeitlich zum Premierleutnant befördert. Am 12. Juli 1881 folgte seine Versetzung in das 1. Garde-Ulanen-Regiment, wo Tresckow einen Monat später mit seiner Beförderung zum Rittmeister zum Chef der 5. Eskadron ernannt wurde. Daran schloss sich ab 27. Januar 1888 eine Verwendung als Adjutant der Garde-Kavallerie-Division an. In dieser Funktion am 22. Mai 1889 zum Major befördert, war Tresckow ab 20. Oktober 1891 als etatmäßiger Stabsoffizier im 1. Garde-Ulanen-Regiment tätig. Am 13. Mai 1895 beauftragte man ihn mit der Führung des Dragoner-Regiments „von Bredow“ (1. Schlesisches) Nr. 4 in Lüben, beförderte Tresckow am 18. Juni 1895 zum Oberstleutnant und ernannte ihn am 14. Juli 1895 zum Regimentskommandeur. Am 21. Dezember 1897 folgte seine Beförderung zum Oberst und als solcher wurde er am 22. Mai 1900 zum Kommandeur der 7. Kavallerie-Brigade in Magdeburg ernannt. Seit 16. Juni 1901 Generalmajor, beauftragte man Tresckow am 1. August 1904 mit der Wahrnehmung der Geschäfte des Inspekteurs der  2. Kavallerie-Inspektion in Stettin. Unter gleichzeitiger Beförderung zum Generalleutnant am 9. August 1905 wurde er zum Inspekteur ernannt. Am 3. März 1908 wurde Tresckow in Genehmigung seines Abschiedsgesuches unter Verleihung des Charakters als General der Kavallerie zur Disposition gestellt. Bis zu diesem Zeitpunkt war er für seine Verdienste mit dem Roten Adlerorden II. Klasse mit Stern und Eichenlaub sowie dem Großkreuz des Albrechts-Ordens ausgezeichnet worden.
Während des Ersten Weltkriegs wurde Tresckow wiederverwendet und fungierte als Kommandant von Potsdam.
Er war zeitlebens als Herrenreiter aktiv und gewann verschiedene Preise. Noch 1906 nahm er an einem Turnier auf der Trabrennbahn Karlshorst bei Berlin teil. Kaiser Wilhelm II. stellte ihn einst dem russischen Zaren Nikolaus II. als „Dies ist der beste Reiter meiner Armee!“ vor.
1901 verkaufte er das Gut Petersdorf. Im Ruhestand verwaltete er das Gut Wartenberg in der Neumark. Dieses erbte er 1900 von seinem Onkel General der Infanterie Hermann von Tresckow. 1924 übernahm sein Sohn Henning die Verwaltung des Gutes.

### Familie
Tresckow war zunächst mit Ilse Anna Hedwig von Kameke (1864–1886), Tochter des Generals der Infanterie Georg von Kameke, preußischer Kriegsminister, verheiratet. Aus dieser Ehe gingen die beiden Söhne Hans-Hermann Georg Heinrich (* 1885) und Jürgen Hermann Heinrich (* 1886) hervor, die wie der Vater eine Offizierslaufbahn in der Preußischen Armee einschlugen.
In zweiter Ehe war Tresckow mit Marie-Agnes (1869–1926), Tochter des Grafen Robert von Zedlitz-Trützschler, preußischer Kulturminister und nachmaliger Oberpräsident von Posen, Hessen-Nassau und Schlesien, verheiratet. Tresckow war Vater von acht Kindern u. a. des Oberstleutnants Gerd von Tresckow (1899–1944) und des Generalmajors Henning von Tresckow (1901–1944). Letzterer war eine der zentralen Figuren im militärischen Widerstand gegen Adolf Hitler. Die Erinnerungen seiner Schwiegertochter Erika (1904–1974) an ihren Ehemann Henning von Tresckow wurden posthum 1990 in Buchform veröffentlicht. Darin sind auch private Aspekte von Hermann von Tresckow und seinem Lebensweg dokumentiert, die Einblicke in sein persönliches Umfeld und seine familiären Bindungen bieten.

## Sonstiges
Angaben in wissenschaftlichen Werken, er sei Flügeladjutant von Kaiser Wilhelm I. und Mitglied des Militärkabinetts gewesen, lassen sich nicht verifizieren und beruhen wohl wegen der Namensgleichheit mit seinem Onkel auf einer Verwechslung.